# الغراف

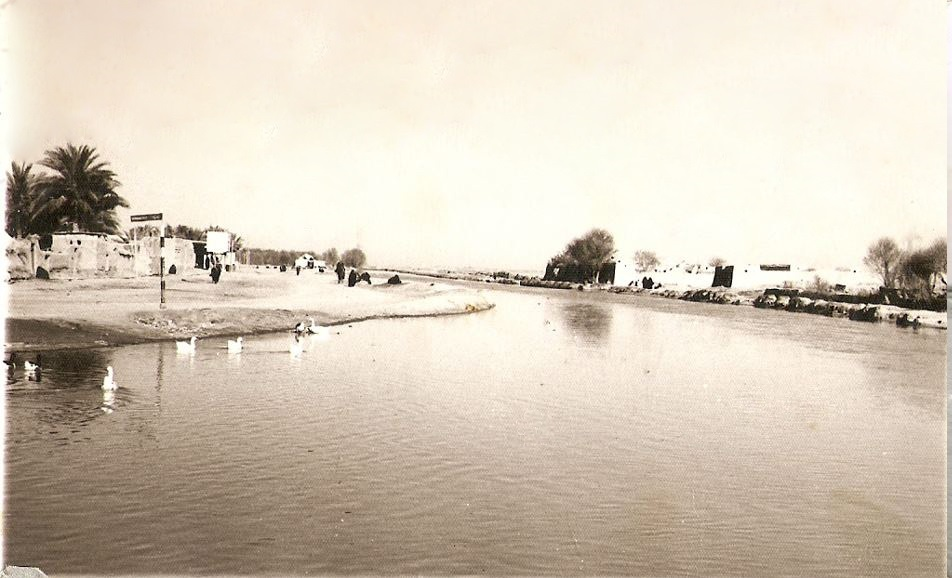
نهر الغراف في السبعينات

الغراف مدينة عراقية تقع في جنوب العراق في محافظة ذي قار، كانت تتبع إداريًا إلى قضاء الشطرة قبل أن يتم تحويلها إلى قضاء، يبلغ عدد سكانها أكثر 117,549 نسمة عام 2014م جميعهم من المسلمين الشيعة.

## الموقع والتسمية
وهي إحدى مدن محافظة ذي قار تقع على بعد 25 كم شمال مدينة الناصرية مركز محافظة ذي قار وعلى بعد 18 كم جنوب مدينة الشطرة مركز القضاء الذي تتبع المدينة إليه. سميت هذه المدينة بالغرّاف بعد أن أعاد النائب عبد المهدي المنتفجي كري نهر الغراف وكما ذكر السيد خضر عباس المفضل بأنه من أشار على أول مدير للناحية السيد محي الدين شكارة بتسميتها قبل أن يسبقهم إليها أهل منطقة سويج غازية (النصر) حاليا وكان الاسم القديم لناحية الغراف هو (سويج الدجة) بعد أن انتقلت من (سويج حواس) إلى موقعها الحالي.

### التعداد
تعتبر مدينة الغراف خامس أكبر مدينة في محافظة ذي قار من حيث عدد السكان حيث بلغ عدد سكان المدينة أكثر من 117 ألف نسمة.

### الديانة
جميع سكان مدينة الغراف من المسلمين العرب حسب المذهب الشيعي الاثنا عشرية ونسبة قليلة من الصابئة

## نهر الغراف
يشطر نهر الغراف المدينة إلى قسمين حالها حال المدن التي يمر بها النهر المذكور فالجانب الغربي وهو مدخل المدينة وقريب إلى الطريق المؤدي شمالا إلى بغداد وجنوبا إلى الناصرية. اما الجانب الشرقي فيوجد فيه سوق الغراف كما تم إنشاء فيه مستشفى نموذجي حديث ومحكمة إضافة إلى مدرسة إعدادية الغراف.